# Anton Abbenbroek
Anton Willem Marie (Ton) Abbenbroek (Den Haag, 9 december 1917 – Amersfoort, 29 juli 1943), in het verzet ook bekend onder de schuilnaam Thierens, was een Nederlands verzetsstrijder tijdens de Tweede Wereldoorlog. Hij was een zoon van Teunis Abbenbroek.

## Biografie
Anton Willem Marie (Ton) Abbenbroek  is op 9 december 1917 in Den Haag geboren. Hij was de zoon van Teunis Abbenbroek, een bibliothecaris.

### In het verzet
Abbenbroek was bij het uitbreken van de oorlog cadet aan de Koninklijke Militaire Academie te Breda. Hij sloot zich aan bij een verzetsgroep in Den Haag, die in de zomer van 1940 door jonkheer Joan Schimmelpenninck, alias ‘Oom Alexander’, in het leven was geroepen.
Deze beweging had twee doelstellingen. Aannemende dat de bezetting niet lang zou gaan duren en op het moment van bevrijding de geallieerden gesteund moesten worden, zou het ter voorkoming van wanorde bijdragen aan de tijdelijke opvulling van de verwachte machtsvacuüm. Bovendien had het zich het verzamelen van militaire inlichtingen voor de geallieerden ten doel gesteld. De inlichtingen moesten naar koningin Wilhelmina in Engeland verstuurd worden.
Leden van de organisatie werden gerekruteerd uit de kringen van adelborsten (marine-officier in opleiding) en cadetten (landmacht-officier in opleiding). Op die manier ontstond een inlichtingengroep waar naast Abbenbroek onder anderen Gerard Dogger, Peter Tazelaar, Johan Birnie, Fritjof Dudok van Heel, Christiaan Navis en Johan Frederik Henri de Jonge Melly deel van uitmaakten. Deze groep zou later opgaan in de Ordedienst.

### Inlichtingengroep
Abbenbroek deed onder de schuilnaam Thierens verzetswerk bij de Ordedienst als verbindingsofficier (OD-liaisonofficier) van de inlichtingengroep. Hij behoorde tot de kern van de OD en binnen de groep werd hij door zijn medestrijders en vrienden 'Ab' genoemd. 
Nadat Schimmelpennink op 13 november 1941 door de Sicherheitsdienst (SD) gearresteerd werd, namen Dogger en Abbenbroek tijdelijk de leiding van de OD op zich, op zoek naar een nieuwe leidinggevende. De kamer van Abbenbroek aan de Groot Hertoginnenlaan in Den Haag functioneerde gedurende deze tijd als het hoofdkantoor van de Ordedienst (HKO).

### Tweede Ordedienst-proces
Op 6 maart 1942 werd Abbenbroek door verraad gearresteerd en opgesloten in het Oranjehotel. In november 1942 werden hij en de andere gevangen OD'ers, waaronder Schimmelpenninck, verzameld en onder zware bewaking met de trein naar Kamp Amersfoort gebracht. Begin februari 1943 werden zij per trein naar het inmiddels opgerichte concentratiekamp Vught overgeplaatst. Op 11 maart 1943 werd de groep OD'ers weer overgeplaatst, nu naar de gevangenis in kamp Haaren. Hier werd Abbenbroek op 15 maart 1943 met twintig andere verzetsstrijders tijdens het tweede Ordedienst-proces ter dood veroordeeld. Vier van deze groep kregen 'gratie', maar werden doorgestuurd naar een concentratiekamp, waar drie van deze vier alsnog zijn omgekomen.
In Utrecht was Abbenbroek op 7 juni 1943 onderwijl door een ambtenaar van de burgerlijke stand in de echt verbonden met Annie Kientz, met wie hij zes jaar verloofd was geweest. Een en ander zou gebeurd zijn op verzoek van zijn vader, die hoopte dat dit gratie voor zijn zoon zou opleveren.

### Fusillatie
Op 29 juli 1943 werd Abbenbroek op 25-jarige leeftijd op de Leusderheide bij Amersfoort terechtgesteld. Hij werd gefusilleerd in een groep van totaal 16 medeverzetsstrijders. De groep bestond behalve Abbenbroek zelf uit Lex Althoff, Christiaan Frederik van den Berg, jhr. W.Th.C. van Doorn, F. Dudok van Heel, R. Hartogs, W. H. Hertly, J.F.H. de Jonge Melly, E.A. Latuperisa, W. Mulder, A.C.Th. van Rijn, Johan Schimmelpenninck, Jan van Straelen, Sieg Vaz Dias, G.F.M. Vinkesteyn en Bob Wijnberg.

## Herdenking

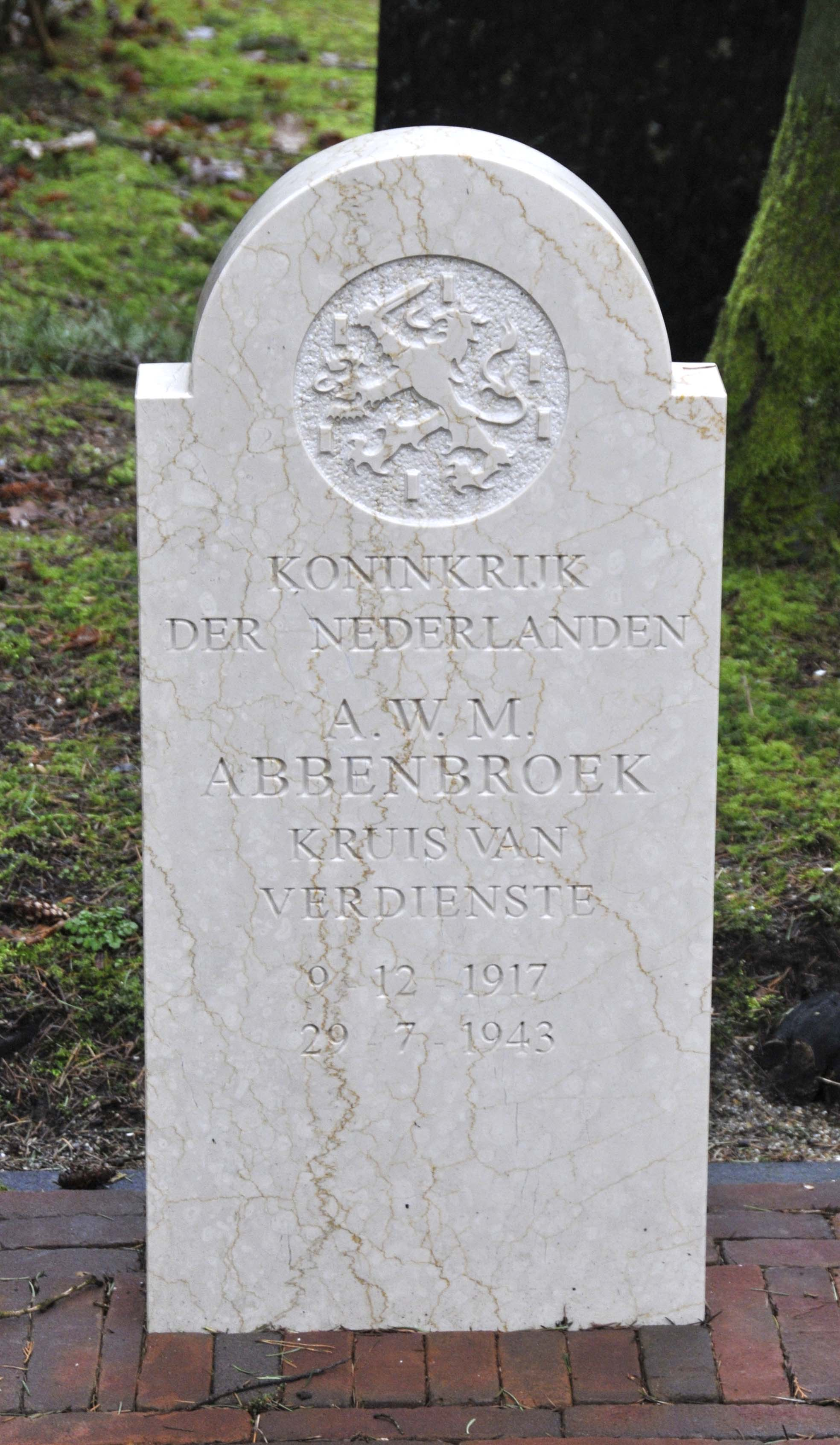
Graf van Anton Abbenbroek op begraafplaats Rusthof

Abbenbroek ligt begraven op de Algemene Begraafplaats Rusthof bij Amersfoort (vak 12 rij 150), Eregraven. Hij is postuum onderscheiden met het Kruis van Verdienste en het Verzetsherinneringskruis.
Abbenbroeks vader is na de dood van zijn zoon op diens verzoek bij het verzet is gegaan. In Scheveningen is de Abbenbroekweg vernoemd naar deze verzetsstrijders.